# Prestoea tenuiramosa
Prestoea tenuiramosa là loài thực vật có hoa thuộc họ Arecaceae. Loài này được (Dammer) H.E.Moore miêu tả khoa học đầu tiên năm 1963.